# Tatort: Borowski und der Wiedergänger
Borowski und der Wiedergänger ist ein Fernsehfilm aus der Krimireihe Tatort. Der vom NDR produzierte Beitrag ist die 1263. Tatort-Episode und wurde am 3. März 2024 im SRF, im ORF und im Ersten ausgestrahlt. Der Kieler Hauptkommissar Klaus Borowski ermittelt in seinem 41. Fall, seine Kollegin Sahin in ihrem zehnten Fall.

## Handlung
Tobias Exner lebt vom Geld seiner Ehefrau, der Unternehmerin und Künstlerin Greta Exner, ist ihr aber notorisch untreu. Mit seiner anonymen Bekanntschaft „Kitty13“, die er auf einem Datingportal kennengelernt hat, plant er, seine Frau zu ermorden, um reich und frei zu sein. Dass sich hinter „Kitty13“ seine eigene Frau verbirgt, ahnt Tobias nicht.
Dann verschwindet Tobias. Borowski und Sahin ermitteln. Auf Tobias Exners Rechner findet Borowski dessen Chats mit „Kitty13“. Deren Identität kann die Polizei jedoch nicht klären, obwohl sie Greta stark im Verdacht haben. Stichhaltige Anhaltspunkte, dass Tobias tot statt nur verschwunden ist, liegen nicht vor. Auf Anweisung ihres Vorgesetzten geben Borowski und Sahin den Fall deshalb an die Fahndungsabteilung ab.
Als Greta Exner einen Suizidversuch unternimmt, kann Witek, ihr Hausangestellter und Mann für alle Fälle, sie in letzter Minute retten. Daraufhin kommen sich die beiden auch menschlich näher.
Plötzlich erhält Greta Handy-Nachrichten von Tobias, die sie stark verunsichern. Eines Nachts wird sie vom Einbruchalarm geweckt. In großer Panik verletzt sie Witek schwer. Sie fährt zu ihrer Hütte in einem alten Schiffsfriedhof, wo sie Tobias’ Leiche verscharrt hatte. Dort wird sie von Borowski überrascht und verhaftet. Die Handy-Nachrichten hatte offensichtlich Borowski gesendet.

## Hintergrund
Der Film wurde vom 20. April 2022 bis zum 19. Mai 2022 in Kiel und Hamburg gedreht. Die Premiere erfolgte am 24. August 2023 auf dem Festival des deutschen Films in Ludwigshafen am Rhein. Axel Milberg bekam den Preis für Schauspielkunst verliehen.

## Einschaltquoten
Die Erstausstrahlung von Borowski und der Wiedergänger am 3. März 2024 wurde in Deutschland von 8,50 Millionen Zuschauern gesehen und erreichte einen Marktanteil von 27,8 % für Das Erste.